# Águila de sangre

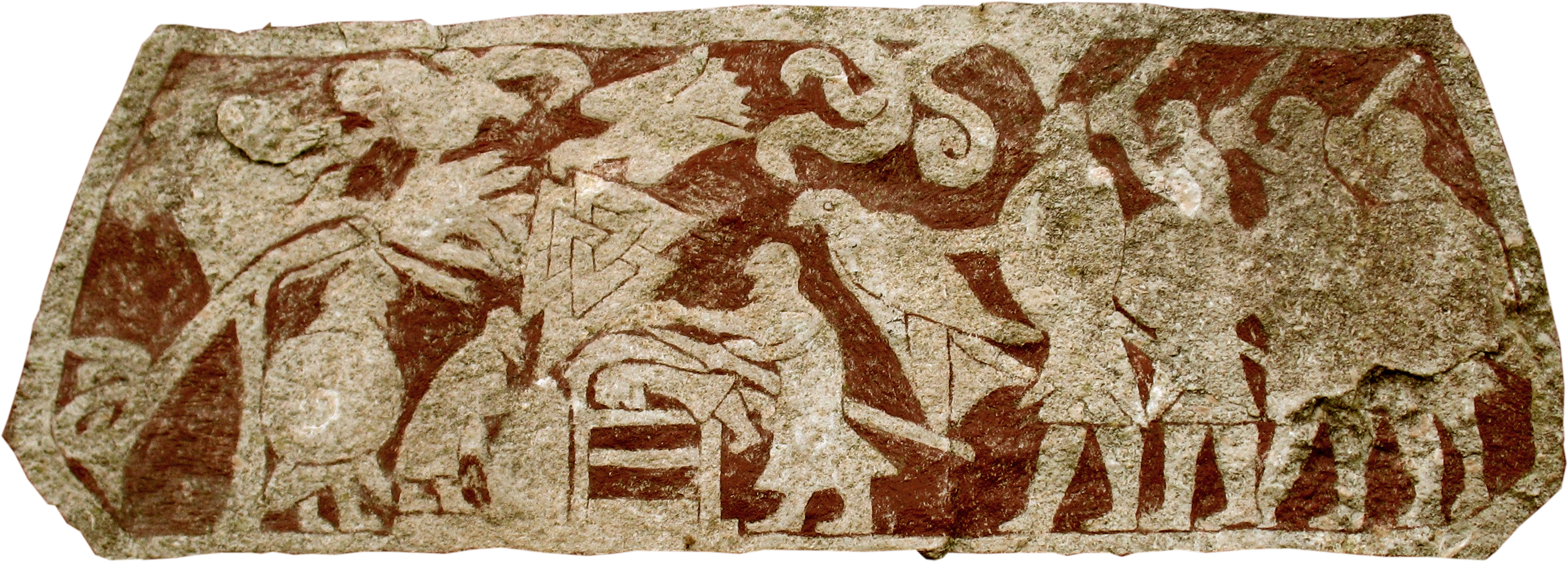
Detalle de Stora Hammars I de Gotland, Suecia. La ilustración muestra un hombre sobre su vientre y otro hombre usando un arma sobre su espalda; hay un valknut encima, y dos águilas, una de las cuales está posada en la mano del hombre de la derecha.

El águila de sangre (nórdico antiguo: bloðorn; también rísta bloðorn) fue un método de tortura y ejecución que es mencionado en la literatura de algunas sagas nórdicas, se supone que como rito de sacrificio humano.
La acción se ejecutaba abriendo a la víctima desde la columna vertebral, cortando y abriendo las costillas de forma que parecían alas manchadas de sangre, y sacando los pulmones hacia afuera. La herida abierta se cubría con sal. Algunas víctimas de este tipo de ejecución, mencionadas en textos de poesía escáldica y sagas, pudieron ser el rey Ælla de Northumbria y Edmundo Mártir, rey de Anglia Oriental, Halfdan Haleg hijo del rey Harald I de Noruega, Máel Gualae rey de Munster y, posiblemente, el arzobispo Ælfheah de Canterbury. 
La autenticidad histórica de esta práctica está muy discutida. Para unos es un hecho histórico: prueba las sangrientas tradiciones nórdicas, descritas por algunos como consecuencia y respuesta de la expansión del cristianismo imperante en el continente que mitificó y posiblemente exageró dicha tortura y ejecución; otros lo toman como ficción: sagas islandesas heroicas, poesía escáldica y traducciones inexactas.

## Testimonios e interpretaciones
Existe un número de citas de tal práctica en fuentes nórdicas:

### Saga Orkneyinga
De la Saga Orkneyinga: 
A la mañana siguiente, cuando hubo luz fueron a buscar hombres en las islas por si alguno había escapado; y cada uno fue matado sobre el terreno nada más levantarse. Entonces el jarl Torf-Einarr dijo estas palabras: «sé no lo que veo en Rinansey, a veces esto sucede, pero a veces esto se postra, que ni es ave o un hombre, iremos a ello.» Allí encontraron a Halfdan Piernas Largas, y Einar le hizo esculpir un águila sobre su espalda con una espada, y separar todas sus costillas de la columna vertebral, y exponer los pulmones allí fuera, y le ofreció a Odín por la victoria ganada; entonces Einar cantó.

### Norna-Gests þáttr
La Norna-Gests þáttr tiene dos estrofas de un verso al final de la sexta sección, "Sigurd abatiendo a los Hijos de Hunding", donde describe acontecimientos pasados, que dicen:

Nú er blóðugr örn

breiðum hjörvi

bana Sigmundar

á baki ristinn.

Fár var fremri,

sá er fold rýðr,

hilmis nefi,

ok hugin gladdi.
Ahora el águila de sangre,

con la ancha espada,

el asesino de Sigmund,

tallada en su espalda.

Pocos fueron más valientes,

cuando las tropas se dispersaron,

un jefe del pueblo,

quien hizo al cuervo feliz.

### Crónica anglosajona
Algunos encuentran testimonio del águila de sangre en las crónicas anglosajonas cuando describen la muerte del rey Ælla de Northumbria tras la batalla por el control de York: «Le causaron el águila de sangre marcando la espalda de Ælla, y cortaron todas las costillas de su columna, y entonces le arrancaron sus pulmones.»
Ivar el Deshuesado había capturado a Ælla, quien había asesinado al padre de Ivar, Ragnar Lodbrok. En el año 867 de la crónica anglosajona se cita:

Her for se here of East Englum ofer Humbre muþan to Eoforwicceastre on Norþhymbre, ⁚ þær wæs micel ungeþuærnes þære þeode betweox him selfum, ⁚ hie hæfdun hiera cyning aworpenne Osbryht, ⁚ ungecyndne cyning underfengon Ællan; ⁚ hie late on geare to þam gecirdon þæt hie wiþ þone here winnende wærun, ⁚ hie þeah micle fierd gegadrodon, ⁚ þone here sohton æt Eoforwicceastre, ⁚ on þa ceastre bræcon, ⁚ hie sume inne wurdon, ⁚ þær was ungemetlic wæl geslægen Norþanhymbra, sume binnan, sume butan; ⁚ þa cyningas begen ofslægene, ⁚ sio laf wiþ þone here friþ nam; ⁚ þy ilcan geare gefor Ealchstan biscep, ⁚ he hæfde þæt bisceprice .l. wintra æt Scireburnan, ⁚ his lic liþ þær on tune.
Aquí el enemigo vikingo se encaminó desde Anglia Oriental sobre la boca del Humber a la ciudad de York en el reino de Northumbria, y había gran desconcierto entre la gente ya que habían destronado a su rey Osberht, y aceptaron a Ælla un rey extraño; y a finales del año se enfrentaron al ejército enemigo, y ellos juntaron un gran ejército, y ellos buscaron al ejército enemigo en York, y llegaron a la ciudad, y algunos de ellos entraron, y hubo una matanza inmensurable de northumbrios, algunos dentro, otros fuera y ambos reyes fueron matados, y los supervivientes hicieron las paces con el ejército enemigo; y en el mismo año el obispo Ealhstān murió, quien permaneció en la diócesis 50 inviernos en Sherborne, y su cuerpo permanece en la ciudad.

### Knútsdrápa
Finalmente, algunos ven el rito águila de sangre referenciado por el poeta del siglo XI Sigvatr Þórðarson quien, en algún momento entre 1020 y 1038, escribió un poema escáldico llamado Knútsdrápa. En la primera estrofa de dicha drápa cuenta que Ivar el Deshuesado hizo cortar un águila en la espalda de Ælla (Ella en noruego antiguo).
Verso escáldico de Sighvatr en Nórdico antiguo y la traducción literal:

Ok Ellu bak,

At lét hinn’s sat,

Ívarr, ara,

Iórvík, skorit.
E Ívarr, el que hizo cortar
una águila
en la espalda de Ella,
residía en Iórvík (York).

La poesía escáldica, un medio común entre poetas nórdicos, era intencionadamente críptica y alusiva, por lo que la naturaleza idiomática del verso de Sighvatr, describiendo lo que ha venido siendo conocido como águila de sangre, es materia de opinión histórica. Sea cierto o no en este caso, en la tradición nórdica, la figura del águila siempre ha estado profundamente asociada con sangre y muerte.

## Autenticidad
Hay un serio debate en cuanto a la autenticidad del águila de sangre. Se ha basado su existencia en algún vestigio de piedras rúnicas de Gotland considerado como evidencia arqueológica que afirme tal práctica como prueba que testimonia la autenticidad del águila de sangre presente en tradiciones literarias nórdicas. Unos han sugerido que el águila de sangre nunca fue realmente llevado a la práctica, argumentando que tales vestigios se basan en folclore sin referencias de peso o traducciones inapropiadas e inexactas. El libro Las religiones paganas de las viejas Islas Británicas: Naturaleza de su legado de Ronald Hutton afirma que:

el rito hasta ahora célebre del Águila de Sangre, la matanza de un guerrero derrotado arrancándole las costillas y los pulmones por su espalda, ha sido ciertamente más un mito cristiano como resultado de malinterpretaciones de versos más antiguos.

No obstante, también se había sugerido que la palabra en Nórdico antiguo para referirse a tal práctica, blóthorn o blóðörn indica que existió algún tipo de ritual.
Alfred Smyth (1977) es particularmente un entusiasta partidario, tomando el rito del águila de sangre como una práctica histórica de sacrificio humano al dios nórdico Odín.
Roberta Frank escribe en su artículo Atrocidad Vikinga y Verso Escáldico: El Rito de Águila de Sangre: 

A principios del siglo XIX, varias referencias de las sagas — el esbozo del águila, partición de costillas, pulmones fuera y 'estimulante salino' — fueron combinados en secuencias inventadas y diseñadas para mostrar el máximo horror.

Concluye que, deleitándose en las fechorías de sus precursores paganos, los autores de las sagas tomaron la poesía escáldica original con la intención de hacer referencia elíptica para derrotar al enemigo en batalla provocando que el adversario no se decida por el enfrentamiento por miedo a ser marcado por águilas, es decir matándolos y convirtiéndoles en carroña junto con una suma de detalles con tortura final de víctimas, merecidas en términos reflexivos, a una ejecución intencionada de San Sebastián (le dispararon un montón de flechas y sus costillas y órganos internos quedaron expuestos), combinando y elaborando en su conjunto «una brutal tortura y ritual de muerte que nunca tuvo lugar».

## Factibilidad médica
Desde un punto de vista fisiológico, la perforación de la pleura provoca la entrada de aire en la cavidad torácica, lo que impide que los pulmones se expandan correctamente. Esto genera un neumotórax, causando el colapso pulmonar, insuficiencia respiratoria y, eventual y rápidamente, asfixia mortal.
Si el Águila de Sangre realmente se practicó, es probable que la víctima falleciera mucho antes de que el procedimiento se completara, no solo por la pérdida masiva de sangre, sino también por el fallo pulmonar inmediato. Este tipo de relatos en las sagas nórdicas pudieron haber sido más simbólicos que reales, utilizados para destacar el horror y la brutalidad de ciertos castigos.
Las técnicas médicas modernas han permitido entender mejor lo letal que sería una práctica como esta, lo que hablaría más de una ejecución que de una tortura, lo que refuerza la idea de que pudo haber sido más un mito que una realidad.